# 當蘭士站
當蘭士站是一座多倫多地鐵布魯亞－丹佛線車站，坐落加拿大安大略省多倫多當蘭士路（Donlands Avenue）和丹佛路（Danforth Avenue）的交界處以北，於1966年2月26日聯同該地鐵線的首期路段一起開幕。
下列由多倫多公車局營運的巴士線駛經當蘭士站：
- 56號利西巴士線（Leaside）
- 83號重士巴士線（Jones）

## 外部連結
- 维基共享资源上的相關多媒體資源：當蘭士站
- （英文）TTC Donlands Station－多倫多公車局網站 當蘭士站頁面